# Ryusei Maru
El Ryusei Maru fue un barco de transporte de la Armada Imperial Japonesa que resultó hundido en aguas de Indonesia el 25 de febrero de 1944 por un ataque con torpedos del submarino norteamericano Rasher. En el naufragio perecieron 4 998 personas y hubo 1 602 supervivientes.

## Historia
Fue construido en el año 1911. Formó parte de la Armada Imperial Japonesa desde 1938. El 15 de febrero de 1944 transportaba más de 6 000 soldados del ejército japonés desde Surabaya a la Isla de Ambon. Fue descubierto por el submarino norteamericano Rasher  (SS-269) que le lanzó 4 torpedos a las 21.27 horas, siendo alcanzado por tres de ellos que provocaron su hundimiento unos minutos después en las aguas al norte de la Isla de Bali, en la posición 7°55′00″S 115°15′00″E / -7.91667, 115.25000. El transporte Tango Maru que formaba parte del mismo convoy fue también alcanzado y hundido.